# Hydrobates
Hydrobates F. Boie, 1822 è l'unico genere della famiglia degli Idrobatidi (Hydrobatidae Mathews, 1912), un gruppo di uccelli marini noti comunemente come uccelli delle tempeste (o procellarie) boreali. In passato in questa famiglia venivano inseriti anche gli uccelli delle tempeste australi, molto simili ad essi nell'aspetto ma non strettamente imparentati con loro, tanto che recentemente sono stati classificati in una famiglia a sé, gli Oceanitidi (Oceanitidae). Sono i più piccoli tra gli uccelli marini e si nutrono di crostacei planctonici e piccoli pesci che prelevano dalla superficie, generalmente mentre rimangono immobili a mezz'aria. Il loro volo è sfarfallante e talvolta ricorda quello di un pipistrello.
Come si intuisce dal nome, gli uccelli delle tempeste boreali vivono nell'emisfero boreale, anche se alcune specie che vivono intorno all'equatore possono spingersi un po' più a sud. Sono uccelli rigorosamente pelagici e raggiungono la terraferma solo all'epoca della nidificazione. Della maggior parte delle specie conosciamo poco del comportamento e della distribuzione in mare, dove possono essere difficili da avvistare e ancor più da identificare correttamente. Nidificano in colonie e mostrano una forte filopatria nei confronti delle colonie e dei siti di nidificazione in cui sono nati. Quasi tutte le specie nidificano in fessure del terreno o in tane sotterranee e tutte tranne una frequentano le colonie riproduttive durante la notte. Le coppie stringono legami monogami a lungo termine e si spartiscono i compiti di incubazione e alimentazione dei pulcini. Come quella di molti uccelli marini, la loro nidificazione è molto prolungata: la sola incubazione richiede fino a 50 giorni e l'involo sopraggiunge altri 70 giorni dopo.
Diverse specie di uccelli delle tempeste sono minacciate dalle attività umane e si teme che una di esse, l'uccello delle tempeste di Guadalupe, sia già estinta. La principale minaccia per gli uccelli delle tempeste sono le specie introdotte nelle loro colonie riproduttive, in particolare i mammiferi: molte popolazioni infatti erano solite nidificare su isole remote prive di mammiferi e non sono in grado di far fronte a predatori come ratti e gatti inselvatichiti.
«Sulla bianca distesa del mare

raduna il vento le nubi.

Tra le nubi e il mare

orgogliosamente si libra la procellaria,

simile a un nero fulmine.

Ora sfiorando con l’ala le onde,

ora slanciandosi come saetta verso le nubi,

essa grida: e le nubi sentono la gioia

nel grido ardimentoso dell’uccello.

In quel grido c’è

la brama della tempesta!

[...]

La procellaria si slancia con un grido,

simile ad un fulmine nero,

trafigge le nubi come una freccia,

con l’ala porta via la schiuma delle onde.

Ed ecco che volteggia come un demone,

il superbo demone nero della tempesta,

e ride e singhiozza… Ride delle nubi,

singhiozza di gioia!

[...]

E l’audace procellaria,

si libra orgogliosamente tra i lampi,

sul mare ruggente di collera,

e grida, profetessa di vittoria:

Infuri più violenta la tempesta!»

— Dalla poesia Il canto della procellaria di Maksim Gor'kij

## Tassonomia
La famiglia Hydrobatidae venne introdotta, con Hydrobates come genere tipo, dall'ornitologo australiano Gregory Mathews nel 1912. Tale posizione però venne complicata dal fatto che la famiglia Hydrobatidae era già stata introdotta nel 1849, con Hydrobata come genere tipo, dallo zoologo francese Côme-Damien Degland. Il genere Hydrobata era stato istituito nel 1816 per classificare le specie della famiglia dei merli acquaioli, i Cinclidi, dall'ornitologo francese Louis Pierre Vieillot. Nel 1992 il Codice internazionale di nomenclatura zoologica (ICZN) soppresse il genere Hydrobata Vieillot, 1816 e pertanto, secondo le regole dell'ICZN, la validità della famiglia Hydrobatidae Degland, 1849 venne meno, dal momento che il genere tipo era stato soppresso. Ciò spianò quindi la strada alla famiglia Hydrobatidae introdotta nel 1912 da Mathews.
Il genere Hydrobates venne istituito nel 1822 dallo zoologo tedesco Friedrich Boie. In esso inserì due specie, senza però specificare una specie tipo. Nel 1884 Spencer Baird, Thomas Brewer e Robert Ridgway designarono come specie tipo l'uccello delle tempeste europeo. Il nome del genere combina il greco antico  hudro-, «acqua», con batēs, «camminatore».
In passato, all'interno di un'unica grande famiglia Hydrobatidae venivano riconosciute due sottofamiglie, gli Idrobatini (Hydrobatinae) e gli Oceanitini (Oceanitinae), ma l'analisi della sequenza del DNA del citocromo b ha dimostrato che la famiglia è parafiletica e che sia più corretto trattare i due gruppi come famiglie distinte. Gli Oceanitidi (Oceanitidae), o uccelli delle tempeste australi, si trovano principalmente nell'emisfero australe (anche se l'uccello delle tempeste di Wilson migra regolarmente nell'emisfero boreale). Gli Idrobatidi, o uccelli delle tempeste boreali, sono limitati in gran parte all'emisfero boreale, anche se alcuni visitano o nidificano in regioni poco a sud dell'equatore. Sono state rinvenute alcune specie fossili ascrivibili a questa famiglia, le più antiche delle quali risalgono al Miocene superiore. Originariamente gli Idrobatidi venivano ripartiti in due generi, Hydrobates e Oceanodroma, ma nel 2021 l'Unione ornitologica internazionale (IOU) ha riunito tutte le specie nell'unico genere Hydrobates, poiché la famiglia è risultata essere parafiletica, come precedentemente stabilito.
Il cladogramma seguente si basa sugli studi filogenetici di Wallace et al. (2017):
|  | uccello delle tempeste di Capo Verde (H. jabejabe) |
|  |                                                    |
|  | uccello delle tempeste di Monteiro (H. monteiroi)  |
|  |                                                    |

|  | uccello delle tempeste di Matsudaira (H. matsudairae) |
|  |                                                       |
|  | uccello delle tempeste di Swinhoe (H. monorhis)       |
|  |                                                       |

|  | \| \| uccello delle tempeste codaforcuta (H. leucorhous) \| \| \| \| \| \| uccello delle tempeste di Hornby (H. hornbyi) \| \| \| \| |
|  | |
|  | uccello delle tempeste cenerino (H. homochroa)                                                                                       |
|  | |
|  | uccello delle tempeste codaforcuta (H. leucorhous)                                                                                   |
|  | |
|  | uccello delle tempeste di Hornby (H. hornbyi)                                                                                        |
|  | |

|  | uccello delle tempeste codaforcuta (H. leucorhous) |
|  |                                                    |
|  | uccello delle tempeste di Hornby (H. hornbyi)      |
|  |                                                    |

|  | \| \| uccello delle tempeste codaforcuta (H. leucorhous) \| \| \| \| \| \| uccello delle tempeste di Hornby (H. hornbyi) \| \| \| \| |
|  | |
|  | uccello delle tempeste cenerino (H. homochroa)                                                                                       |
|  | |
|  | uccello delle tempeste codaforcuta (H. leucorhous)                                                                                   |
|  | |
|  | uccello delle tempeste di Hornby (H. hornbyi)                                                                                        |
|  | |

|  | uccello delle tempeste codaforcuta (H. leucorhous) |
|  |                                                    |
|  | uccello delle tempeste di Hornby (H. hornbyi)      |
|  |                                                    |

|  | uccello delle tempeste di Matsudaira (H. matsudairae) |
|  |                                                       |
|  | uccello delle tempeste di Swinhoe (H. monorhis)       |
|  |                                                       |

|  | \| \| uccello delle tempeste codaforcuta (H. leucorhous) \| \| \| \| \| \| uccello delle tempeste di Hornby (H. hornbyi) \| \| \| \| |
|  | |
|  | uccello delle tempeste cenerino (H. homochroa)                                                                                       |
|  | |
|  | uccello delle tempeste codaforcuta (H. leucorhous)                                                                                   |
|  | |
|  | uccello delle tempeste di Hornby (H. hornbyi)                                                                                        |
|  | |

|  | uccello delle tempeste codaforcuta (H. leucorhous) |
|  |                                                    |
|  | uccello delle tempeste di Hornby (H. hornbyi)      |
|  |                                                    |

|  | \| \| uccello delle tempeste codaforcuta (H. leucorhous) \| \| \| \| \| \| uccello delle tempeste di Hornby (H. hornbyi) \| \| \| \| |
|  | |
|  | uccello delle tempeste cenerino (H. homochroa)                                                                                       |
|  | |
|  | uccello delle tempeste codaforcuta (H. leucorhous)                                                                                   |
|  | |
|  | uccello delle tempeste di Hornby (H. hornbyi)                                                                                        |
|  | |

|  | uccello delle tempeste codaforcuta (H. leucorhous) |
|  |                                                    |
|  | uccello delle tempeste di Hornby (H. hornbyi)      |
|  |                                                    |

|  | uccello delle tempeste di Capo Verde (H. jabejabe) |
|  |                                                    |
|  | uccello delle tempeste di Monteiro (H. monteiroi)  |
|  |                                                    |

|  | uccello delle tempeste di Matsudaira (H. matsudairae) |
|  |                                                       |
|  | uccello delle tempeste di Swinhoe (H. monorhis)       |
|  |                                                       |

|  | \| \| uccello delle tempeste codaforcuta (H. leucorhous) \| \| \| \| \| \| uccello delle tempeste di Hornby (H. hornbyi) \| \| \| \| |
|  | |
|  | uccello delle tempeste cenerino (H. homochroa)                                                                                       |
|  | |
|  | uccello delle tempeste codaforcuta (H. leucorhous)                                                                                   |
|  | |
|  | uccello delle tempeste di Hornby (H. hornbyi)                                                                                        |
|  | |

|  | uccello delle tempeste codaforcuta (H. leucorhous) |
|  |                                                    |
|  | uccello delle tempeste di Hornby (H. hornbyi)      |
|  |                                                    |

|  | \| \| uccello delle tempeste codaforcuta (H. leucorhous) \| \| \| \| \| \| uccello delle tempeste di Hornby (H. hornbyi) \| \| \| \| |
|  | |
|  | uccello delle tempeste cenerino (H. homochroa)                                                                                       |
|  | |
|  | uccello delle tempeste codaforcuta (H. leucorhous)                                                                                   |
|  | |
|  | uccello delle tempeste di Hornby (H. hornbyi)                                                                                        |
|  | |

|  | uccello delle tempeste codaforcuta (H. leucorhous) |
|  |                                                    |
|  | uccello delle tempeste di Hornby (H. hornbyi)      |
|  |                                                    |

|  | uccello delle tempeste di Matsudaira (H. matsudairae) |
|  |                                                       |
|  | uccello delle tempeste di Swinhoe (H. monorhis)       |
|  |                                                       |

|  | \| \| uccello delle tempeste codaforcuta (H. leucorhous) \| \| \| \| \| \| uccello delle tempeste di Hornby (H. hornbyi) \| \| \| \| |
|  | |
|  | uccello delle tempeste cenerino (H. homochroa)                                                                                       |
|  | |
|  | uccello delle tempeste codaforcuta (H. leucorhous)                                                                                   |
|  | |
|  | uccello delle tempeste di Hornby (H. hornbyi)                                                                                        |
|  | |

|  | uccello delle tempeste codaforcuta (H. leucorhous) |
|  |                                                    |
|  | uccello delle tempeste di Hornby (H. hornbyi)      |
|  |                                                    |

|  | \| \| uccello delle tempeste codaforcuta (H. leucorhous) \| \| \| \| \| \| uccello delle tempeste di Hornby (H. hornbyi) \| \| \| \| |
|  | |
|  | uccello delle tempeste cenerino (H. homochroa)                                                                                       |
|  | |
|  | uccello delle tempeste codaforcuta (H. leucorhous)                                                                                   |
|  | |
|  | uccello delle tempeste di Hornby (H. hornbyi)                                                                                        |
|  | |

|  | uccello delle tempeste codaforcuta (H. leucorhous) |
|  |                                                    |
|  | uccello delle tempeste di Hornby (H. hornbyi)      |
|  |                                                    |

|  | uccello delle tempeste nero (H. melania)        |
|  |                                                 |
|  | uccello delle tempeste di Markham (H. markhami) |
|  |                                                 |

|  | uccello delle tempeste minore (H. microsoma)       |
|  |                                                    |
|  | uccello delle tempeste delle Galápagos (H. tethys) |
|  |                                                    |

|  | uccello delle tempeste nero (H. melania)        |
|  |                                                 |
|  | uccello delle tempeste di Markham (H. markhami) |
|  |                                                 |

|  | uccello delle tempeste minore (H. microsoma)       |
|  |                                                    |
|  | uccello delle tempeste delle Galápagos (H. tethys) |
|  |                                                    |

|  | uccello delle tempeste europeo (H. pelagicus)                 |
|  |                                                               |
|  | uccello delle tempeste codaforcuta del Pacifico (H. furcatus) |
|  |                                                               |

|  | uccello delle tempeste nero (H. melania)        |
|  |                                                 |
|  | uccello delle tempeste di Markham (H. markhami) |
|  |                                                 |

|  | uccello delle tempeste minore (H. microsoma)       |
|  |                                                    |
|  | uccello delle tempeste delle Galápagos (H. tethys) |
|  |                                                    |

|  | uccello delle tempeste nero (H. melania)        |
|  |                                                 |
|  | uccello delle tempeste di Markham (H. markhami) |
|  |                                                 |

|  | uccello delle tempeste minore (H. microsoma)       |
|  |                                                    |
|  | uccello delle tempeste delle Galápagos (H. tethys) |
|  |                                                    |

|  | uccello delle tempeste europeo (H. pelagicus)                 |
|  |                                                               |
|  | uccello delle tempeste codaforcuta del Pacifico (H. furcatus) |
|  |                                                               |

|  | uccello delle tempeste di Capo Verde (H. jabejabe) |
|  |                                                    |
|  | uccello delle tempeste di Monteiro (H. monteiroi)  |
|  |                                                    |

|  | uccello delle tempeste di Matsudaira (H. matsudairae) |
|  |                                                       |
|  | uccello delle tempeste di Swinhoe (H. monorhis)       |
|  |                                                       |

|  | \| \| uccello delle tempeste codaforcuta (H. leucorhous) \| \| \| \| \| \| uccello delle tempeste di Hornby (H. hornbyi) \| \| \| \| |
|  | |
|  | uccello delle tempeste cenerino (H. homochroa)                                                                                       |
|  | |
|  | uccello delle tempeste codaforcuta (H. leucorhous)                                                                                   |
|  | |
|  | uccello delle tempeste di Hornby (H. hornbyi)                                                                                        |
|  | |

|  | uccello delle tempeste codaforcuta (H. leucorhous) |
|  |                                                    |
|  | uccello delle tempeste di Hornby (H. hornbyi)      |
|  |                                                    |

|  | \| \| uccello delle tempeste codaforcuta (H. leucorhous) \| \| \| \| \| \| uccello delle tempeste di Hornby (H. hornbyi) \| \| \| \| |
|  | |
|  | uccello delle tempeste cenerino (H. homochroa)                                                                                       |
|  | |
|  | uccello delle tempeste codaforcuta (H. leucorhous)                                                                                   |
|  | |
|  | uccello delle tempeste di Hornby (H. hornbyi)                                                                                        |
|  | |

|  | uccello delle tempeste codaforcuta (H. leucorhous) |
|  |                                                    |
|  | uccello delle tempeste di Hornby (H. hornbyi)      |
|  |                                                    |

|  | uccello delle tempeste di Matsudaira (H. matsudairae) |
|  |                                                       |
|  | uccello delle tempeste di Swinhoe (H. monorhis)       |
|  |                                                       |

|  | \| \| uccello delle tempeste codaforcuta (H. leucorhous) \| \| \| \| \| \| uccello delle tempeste di Hornby (H. hornbyi) \| \| \| \| |
|  | |
|  | uccello delle tempeste cenerino (H. homochroa)                                                                                       |
|  | |
|  | uccello delle tempeste codaforcuta (H. leucorhous)                                                                                   |
|  | |
|  | uccello delle tempeste di Hornby (H. hornbyi)                                                                                        |
|  | |

|  | uccello delle tempeste codaforcuta (H. leucorhous) |
|  |                                                    |
|  | uccello delle tempeste di Hornby (H. hornbyi)      |
|  |                                                    |

|  | \| \| uccello delle tempeste codaforcuta (H. leucorhous) \| \| \| \| \| \| uccello delle tempeste di Hornby (H. hornbyi) \| \| \| \| |
|  | |
|  | uccello delle tempeste cenerino (H. homochroa)                                                                                       |
|  | |
|  | uccello delle tempeste codaforcuta (H. leucorhous)                                                                                   |
|  | |
|  | uccello delle tempeste di Hornby (H. hornbyi)                                                                                        |
|  | |

|  | uccello delle tempeste codaforcuta (H. leucorhous) |
|  |                                                    |
|  | uccello delle tempeste di Hornby (H. hornbyi)      |
|  |                                                    |

|  | uccello delle tempeste di Capo Verde (H. jabejabe) |
|  |                                                    |
|  | uccello delle tempeste di Monteiro (H. monteiroi)  |
|  |                                                    |

|  | uccello delle tempeste di Matsudaira (H. matsudairae) |
|  |                                                       |
|  | uccello delle tempeste di Swinhoe (H. monorhis)       |
|  |                                                       |

|  | \| \| uccello delle tempeste codaforcuta (H. leucorhous) \| \| \| \| \| \| uccello delle tempeste di Hornby (H. hornbyi) \| \| \| \| |
|  | |
|  | uccello delle tempeste cenerino (H. homochroa)                                                                                       |
|  | |
|  | uccello delle tempeste codaforcuta (H. leucorhous)                                                                                   |
|  | |
|  | uccello delle tempeste di Hornby (H. hornbyi)                                                                                        |
|  | |

|  | uccello delle tempeste codaforcuta (H. leucorhous) |
|  |                                                    |
|  | uccello delle tempeste di Hornby (H. hornbyi)      |
|  |                                                    |

|  | \| \| uccello delle tempeste codaforcuta (H. leucorhous) \| \| \| \| \| \| uccello delle tempeste di Hornby (H. hornbyi) \| \| \| \| |
|  | |
|  | uccello delle tempeste cenerino (H. homochroa)                                                                                       |
|  | |
|  | uccello delle tempeste codaforcuta (H. leucorhous)                                                                                   |
|  | |
|  | uccello delle tempeste di Hornby (H. hornbyi)                                                                                        |
|  | |

|  | uccello delle tempeste codaforcuta (H. leucorhous) |
|  |                                                    |
|  | uccello delle tempeste di Hornby (H. hornbyi)      |
|  |                                                    |

|  | uccello delle tempeste di Matsudaira (H. matsudairae) |
|  |                                                       |
|  | uccello delle tempeste di Swinhoe (H. monorhis)       |
|  |                                                       |

|  | \| \| uccello delle tempeste codaforcuta (H. leucorhous) \| \| \| \| \| \| uccello delle tempeste di Hornby (H. hornbyi) \| \| \| \| |
|  | |
|  | uccello delle tempeste cenerino (H. homochroa)                                                                                       |
|  | |
|  | uccello delle tempeste codaforcuta (H. leucorhous)                                                                                   |
|  | |
|  | uccello delle tempeste di Hornby (H. hornbyi)                                                                                        |
|  | |

|  | uccello delle tempeste codaforcuta (H. leucorhous) |
|  |                                                    |
|  | uccello delle tempeste di Hornby (H. hornbyi)      |
|  |                                                    |

|  | \| \| uccello delle tempeste codaforcuta (H. leucorhous) \| \| \| \| \| \| uccello delle tempeste di Hornby (H. hornbyi) \| \| \| \| |
|  | |
|  | uccello delle tempeste cenerino (H. homochroa)                                                                                       |
|  | |
|  | uccello delle tempeste codaforcuta (H. leucorhous)                                                                                   |
|  | |
|  | uccello delle tempeste di Hornby (H. hornbyi)                                                                                        |
|  | |

|  | uccello delle tempeste codaforcuta (H. leucorhous) |
|  |                                                    |
|  | uccello delle tempeste di Hornby (H. hornbyi)      |
|  |                                                    |

|  | uccello delle tempeste nero (H. melania)        |
|  |                                                 |
|  | uccello delle tempeste di Markham (H. markhami) |
|  |                                                 |

|  | uccello delle tempeste minore (H. microsoma)       |
|  |                                                    |
|  | uccello delle tempeste delle Galápagos (H. tethys) |
|  |                                                    |

|  | uccello delle tempeste nero (H. melania)        |
|  |                                                 |
|  | uccello delle tempeste di Markham (H. markhami) |
|  |                                                 |

|  | uccello delle tempeste minore (H. microsoma)       |
|  |                                                    |
|  | uccello delle tempeste delle Galápagos (H. tethys) |
|  |                                                    |

|  | uccello delle tempeste europeo (H. pelagicus)                 |
|  |                                                               |
|  | uccello delle tempeste codaforcuta del Pacifico (H. furcatus) |
|  |                                                               |

|  | uccello delle tempeste nero (H. melania)        |
|  |                                                 |
|  | uccello delle tempeste di Markham (H. markhami) |
|  |                                                 |

|  | uccello delle tempeste minore (H. microsoma)       |
|  |                                                    |
|  | uccello delle tempeste delle Galápagos (H. tethys) |
|  |                                                    |

|  | uccello delle tempeste nero (H. melania)        |
|  |                                                 |
|  | uccello delle tempeste di Markham (H. markhami) |
|  |                                                 |

|  | uccello delle tempeste minore (H. microsoma)       |
|  |                                                    |
|  | uccello delle tempeste delle Galápagos (H. tethys) |
|  |                                                    |

|  | uccello delle tempeste europeo (H. pelagicus)                 |
|  |                                                               |
|  | uccello delle tempeste codaforcuta del Pacifico (H. furcatus) |
|  |                                                               |

## Specie
| Nome comune                                     | Nome scientifico         | Stato di conservazione |
| ----------------------------------------------- | ------------------------ | ---------------------- |
| Uccello delle tempeste europeo                  | Hydrobates pelagicus     |                        |
| Uccello delle tempeste codaforcuta del Pacifico | Hydrobates furcatus      |                        |
| Uccello delle tempeste di Hornby                | Hydrobates hornbyi       |                        |
| Uccello delle tempeste di Swinhoe               | Hydrobates monorhis      |                        |
| Uccello delle tempeste di Matsudaira            | Hydrobates matsudairae   |                        |
| Uccello delle tempeste codaforcuta              | Hydrobates leucorhous    |                        |
| Uccello delle tempeste di Townsend              | Hydrobates socorroensis  |                        |
| Uccello delle tempeste di Ainley                | Hydrobates cheimomnestes |                        |
| Uccello delle tempeste cenerino                 | Hydrobates homochroa     |                        |
| Uccello delle tempeste di Castro                | Hydrobates castro        |                        |
| Uccello delle tempeste di Monteiro              | Hydrobates monteiroi     |                        |
| Uccello delle tempeste di Capo Verde            | Hydrobates jabejabe      |                        |
| Uccello delle tempeste delle Galápagos          | Hydrobates tethys        |                        |
| Uccello delle tempeste nero                     | Hydrobates melania       |                        |
| Uccello delle tempeste di Guadalupe             | Hydrobates macrodactylus |                        |
| Uccello delle tempeste di Markham               | Hydrobates markhami      |                        |
| Uccello delle tempeste di Tristram              | Hydrobates tristrami     |                        |
| Uccello delle tempeste minore                   | Hydrobates microsoma     |                        |

È probabile che una di queste specie, l'uccello delle tempeste di Guadalupe (H. macrodactylus), sia già estinta.
Nel 2010, il Congresso ornitologico internazionale (IOC) ha aggiunto l'uccello delle tempeste di Capo Verde (H. jabejabe), che in passato era considerato una forma dall'uccello delle tempeste di Castro (H. castro), alla lista delle specie valide, seguendo gli studi di Bolton et al., 2007. Nel 2016, lo IOC ha aggiunto all'elenco due altre specie, l'uccello delle tempeste di Townsend (H. socorroensis) e l'uccello delle tempeste di Ainley (H. cheimomnestes), scindendole dall'uccello delle tempeste codaforcuta (H. leucorhous), seguendo Howell, 2012.

## Descrizione

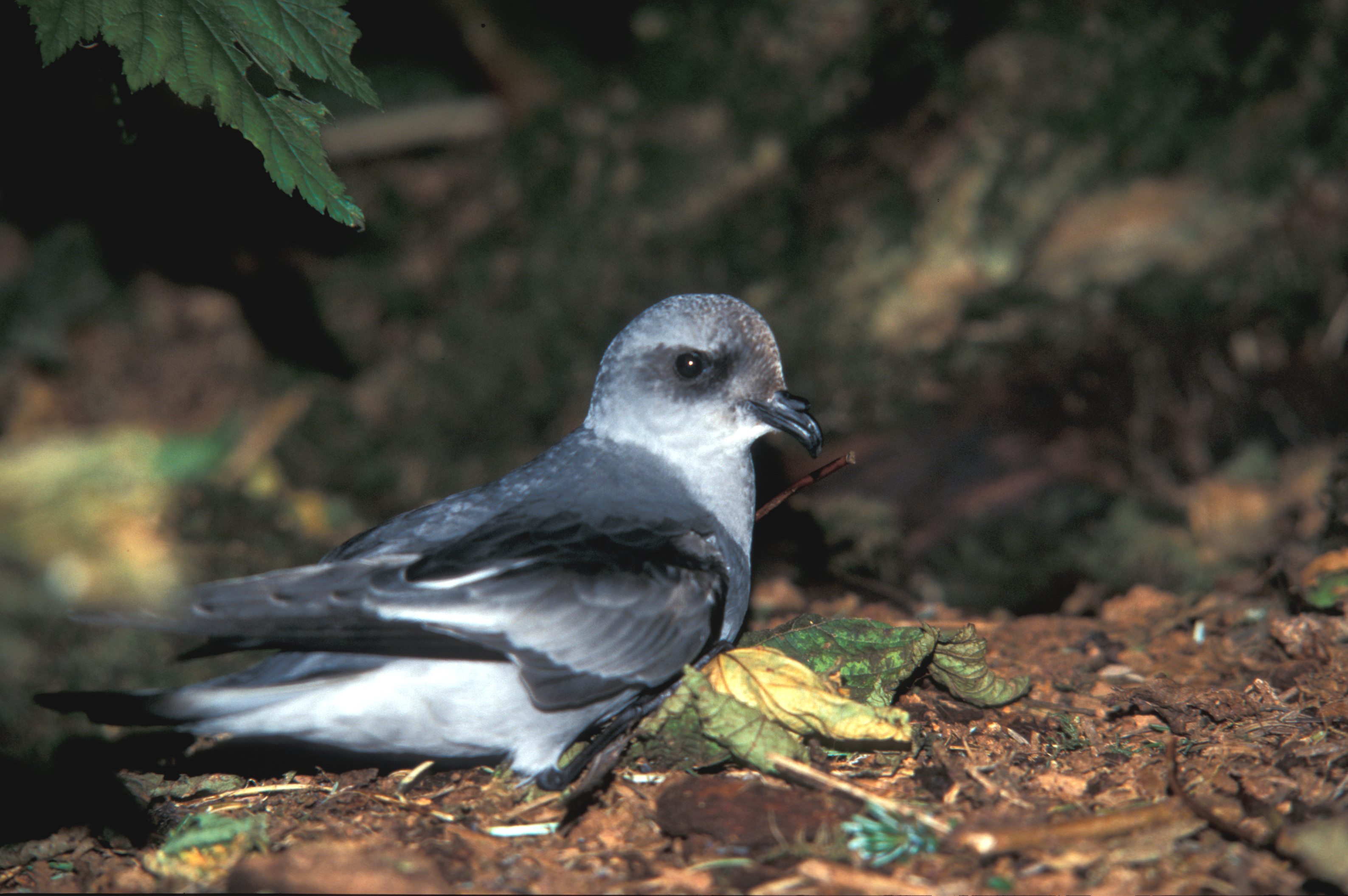
Caso unico tra gli Idrobatidi, l'uccello delle tempeste codaforcuta del Pacifico ha il piumaggio interamente grigio.

Gli uccelli delle tempeste boreali sono i più piccoli tra tutti gli uccelli marini, avendo dimensioni oscillanti tra quelle di una rondine e quelle di uno storno: lunghezza totale 14-25,4 cm per 20-50 g di peso. Il becco è piccolo, ricurvo a uncino nella parte terminale; le due narici sono contenute in un unico e sottile tubo. Le remiganti primarie più esterne sono piuttosto corte, mentre le secondarie e le terziarie appaiono ben sviluppate, il che imprime al volo di questi uccelli un andamento simile a quello delle rondini; gli Idrobatidi, inoltre, possono mantenersi sospesi nell'aria, battendo rapidamente le ali. Rispetto agli uccelli delle tempeste australi hanno ali più lunghe, coda biforcuta o a forma di cuneo e zampe più corte. Le zampe di tutti gli uccelli delle tempeste, sia boreali che australi, sono proporzionalmente più lunghe di quelle degli altri Procellariformi, ma sono molto deboli e incapaci di sostenere il peso dell'uccello per più di pochi passi.
Tutti gli Idrobatidi sono per lo più di colore scuro con quantità variabili di bianco sul groppone, ma due specie hanno un piumaggio completamente diverso: l'uccello delle tempeste di Hornby, che ha la parte inferiore del corpo e dei segni facciali bianchi, e l'uccello delle tempeste codaforcuta del Pacifico, che ha un piumaggio grigio chiaro. I diversi membri della famiglia sono notoriamente difficili da identificare in mare. Due esperti di uccelli marini, Onley e Scofield (2007), affermano che molte informazioni che si trovano scritte su di loro non sono corrette e che le fotografie che si trovano sui principali libri e siti web sono spesso attribuite alla specie sbagliata; ritengono inoltre che diversi elenchi nazionali di uccelli includano specie che sono state identificate in modo errato o che sono state identificate sulla base di prove inadeguate.
Durante il volo alcune specie di Idrobatidi presentano un'abitudine singolarissima, tuffano cioè nelle onde uno o entrambi i piedi, tenendo dilatate le membrane interdigitali, così che all'osservatore sembra che l'uccello corra sull'acqua. In realtà un simile comportamento ha lo scopo di produrre un'azione frenante, necessaria affinché l'uccello possa catturare la preda avvistata, e forse anche a mantenerlo aderente alla superficie marina, data l'estrema leggerezza del suo corpo. Un osservatore attento riesce a individuare abbastanza rapidamente le differenze che caratterizzano il volo delle singole specie di Idrobatidi: l'uccello delle tempeste europeo ad esempio ricorda, nel volo, più un pipistrello che una rondine, in quanto si sposta leggermente qua e là, tenendo le ali non del tutto distese. Il volo dell'uccello delle tempeste codaforcuta assomiglia ad una serie di saltelli, a causa dei continui cambiamenti di direzione e di velocità compiuti da questo uccello.

## Biologia

### Alimentazione
La dieta di molte specie di uccelli delle tempeste è poco conosciuta, a causa delle difficoltà che si incontrano nello studiarli, ma nel complesso si ritiene che questi volatili si nutrano prevalentemente di crostacei. Molte specie traggono la propria alimentazione anche da piccoli pesci, molluschi e, soprattutto nel passato, residui di grasso che vagano sulla superficie delle acque dopo l'uccisione di cetacei.
Quasi tutte le specie si alimentano nella zona pelagica. Sebbene gli uccelli delle tempeste siano in grado di nuotare bene e spesso si lascino galleggiare sulla superficie, non si alimentano nell'acqua. Al contrario, la cattura del cibo avviene solitamente in volo, volteggiando o «passeggiando» sulla superficie (vedi Descrizione) e strappando piccoli bocconi. Solo in rari casi la preda viene catturata effettuando immersioni poco profonde.
Come molti uccelli marini, gli uccelli delle tempeste si associano ad altre specie di volatili e mammiferi marini quando vanno in cerca di cibo. Possono approfittare dell'operato di predatori subacquei come foche e pinguini, che quando cacciano sono soliti spingere la preda verso la superficie, dove per gli uccelli delle tempeste è facile catturarla.

### Migrazioni
Gli Idrobatidi sono diffusi per lo più nell'emisfero boreale.
Diverse specie intraprendono migrazioni dopo la stagione riproduttiva, di durata variabile: si va dai migratori sulle lunghe distanze come l'uccello delle tempeste di Swinhoe, che si riproduce nel Pacifico occidentale e migra verso l'Oceano Indiano occidentale, a quelli sulle brevi distanze come l'uccello delle tempeste nero, che nidifica nel sud della California e migra lungo la costa dell'America centrale fino alla Colombia. Si ritiene che alcune specie, come l'uccello delle tempeste di Tristram, siano essenzialmente sedentarie e non intraprendano alcuna migrazione lontano dalle isole su cui nidificano.

### Riproduzione

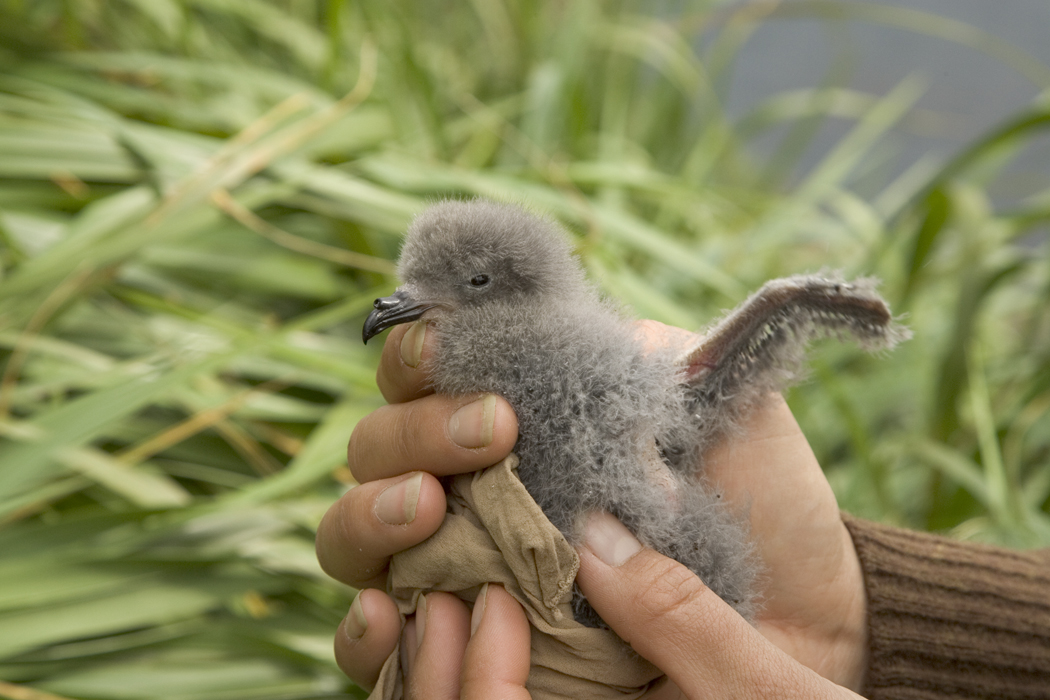
Pulcino di uccello delle tempeste codaforcuta del Pacifico.

Gli uccelli delle tempeste nidificano in colonie, situate prevalentemente su isole, anche se alcune specie nidificano sulla terraferma. I siti di nidificazione vengono frequentati di notte per evitare i predatori; gli uccelli delle tempeste delle Galápagos, che nidificano in quest'arcipelago, rappresentano l'eccezione alla regola, in quanto frequentano i siti di nidificazione durante il giorno. Gli uccelli delle tempeste mostrano alti livelli di filopatria e per nidificare fanno ritorno alla colonia dove sono nati. Una volta, un uccello delle tempeste di Castro adulto è stato catturato a due metri dalla tana dove era nato. Gli uccelli delle tempeste nidificano in tane scavate nel terreno o nella sabbia, oppure in piccole fessure tra le rocce o nei ghiaioni. Nelle colonie in cui questi uccelli competono con altri Procellariformi che nidificano nelle tane la concorrenza può essere intensa, e in più occasioni sono stati documentati casi di berte che hanno ucciso degli uccelli delle tempeste per occuparne la tana. Le colonie possono essere particolarmente grandi e affollate: in alcune colonie di uccello delle tempeste delle Galápagos sono state registrate densità di 8 coppie/m², mentre alcune colonie di uccello delle tempeste codaforcuta erano costituite da 3,6 milioni di individui.
Gli uccelli delle tempeste sono monogami e stringono legami di coppia a lungo termine che durano diversi anni. Le analisi del DNA hanno dimostrato che, a differenza di quanto riscontrato in molti altri uccelli monogami, i casi di infedeltà sono molto rari. Come negli altri Procellariformi, durante la stagione riproduttiva la coppia depone un singolo uovo: se l'uovo va perduto, di solito non viene effettuata alcuna deposizione sostitutiva (anche se raramente accada il contrario). Entrambi i sessi covano a turno anche per sei giorni consecutivi. L'uovo si schiude dopo 40 o 50 giorni; il piccolo viene covato ininterrottamente per altri 7 giorni circa prima di essere lasciato solo nel nido durante il giorno e alimentato con cibo rigurgitato durante la notte. I pasti somministrati al pulcino sono pari al 10-20% del peso corporeo dei genitori e consistono sia in prede che in una poltiglia oleosa altamente energetica (dal potere calorifico di circa 9,6 kcal/g) che si forma a partire dalle prede parzialmente digerite in una parte anteriore del tubo digerente anteriore nota come proventricolo. Convertendo parzialmente le prede in olio, gli uccelli delle tempeste possono massimizzare la quantità di energia che i pulcini ricevono durante l'imbeccata, un buon vantaggio per uccelli marini di dimensioni così piccole che possono fare una sola visita al pulcino nell'arco di 24 ore (di notte). L'età media dell'involo varia a seconda della specie tra 50 e 70 giorni. Il tempo necessario per far schiudere le uova e allevare i nidiacei è relativamente lungo per degli uccelli così piccoli, ma è una caratteristica tipica degli uccelli marini, che in genere mettono in atto una strategia K: vivono molto più a lungo, hanno un periodo di riproduzione lungo e investono sforzi maggiori per un numero di piccoli limitato. I giovani lasciano la tana intorno ai 62 giorni; sono indipendenti quasi fin da subito e si disperdono rapidamente sull'oceano. Ritornano alla colonia di origine dopo 2 o 3 anni, ma non si riproducono fino ad almeno 4 anni. Gli uccelli delle tempeste possono vivere fino a 30 anni.

## Conservazione

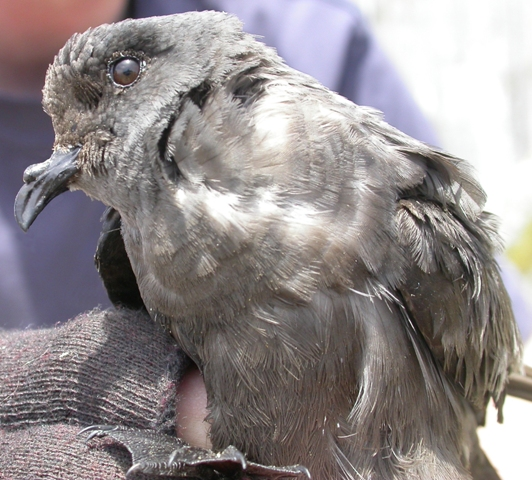
Il declino dell'uccello delle tempeste cenerino è stato tale da spingere la IUCN a classificarlo tra le specie in pericolo.

Diverse specie di uccelli delle tempeste sono minacciate dalle attività umane. L'uccello delle tempeste di Guadalupe non viene più avvistato dal 1906 e la maggior parte delle autorità lo considera estinto. Una specie (l'uccello delle tempeste cenerino) viene elencata in pericolo dalla IUCN a causa del declino della popolazione, diminuita del 42% nel giro di 20 anni. Per quanto riguarda l'uccello delle tempeste di Hornby, persino l'ubicazione delle sue colonie riproduttive rimane un mistero.
Gli uccelli delle tempeste devono affrontare le stesse minacce degli altri uccelli marini, in particolare quelle costituite dalle specie introdotte. Il già citato uccello delle tempeste di Guadalupe si è estinto proprio a causa dei gatti inselvatichiti, e sempre i predatori introdotti sono stati responsabili del declino di altre specie. Il degrado dell'habitat, provocato dall'introduzione di capre e maiali, costituisce un ulteriore problema, in quanto limita le opportunità di nidificazione e può portare a un aumento della competizione per i nidi con altre specie di Procellariformi più aggressive.

## Importanza culturale

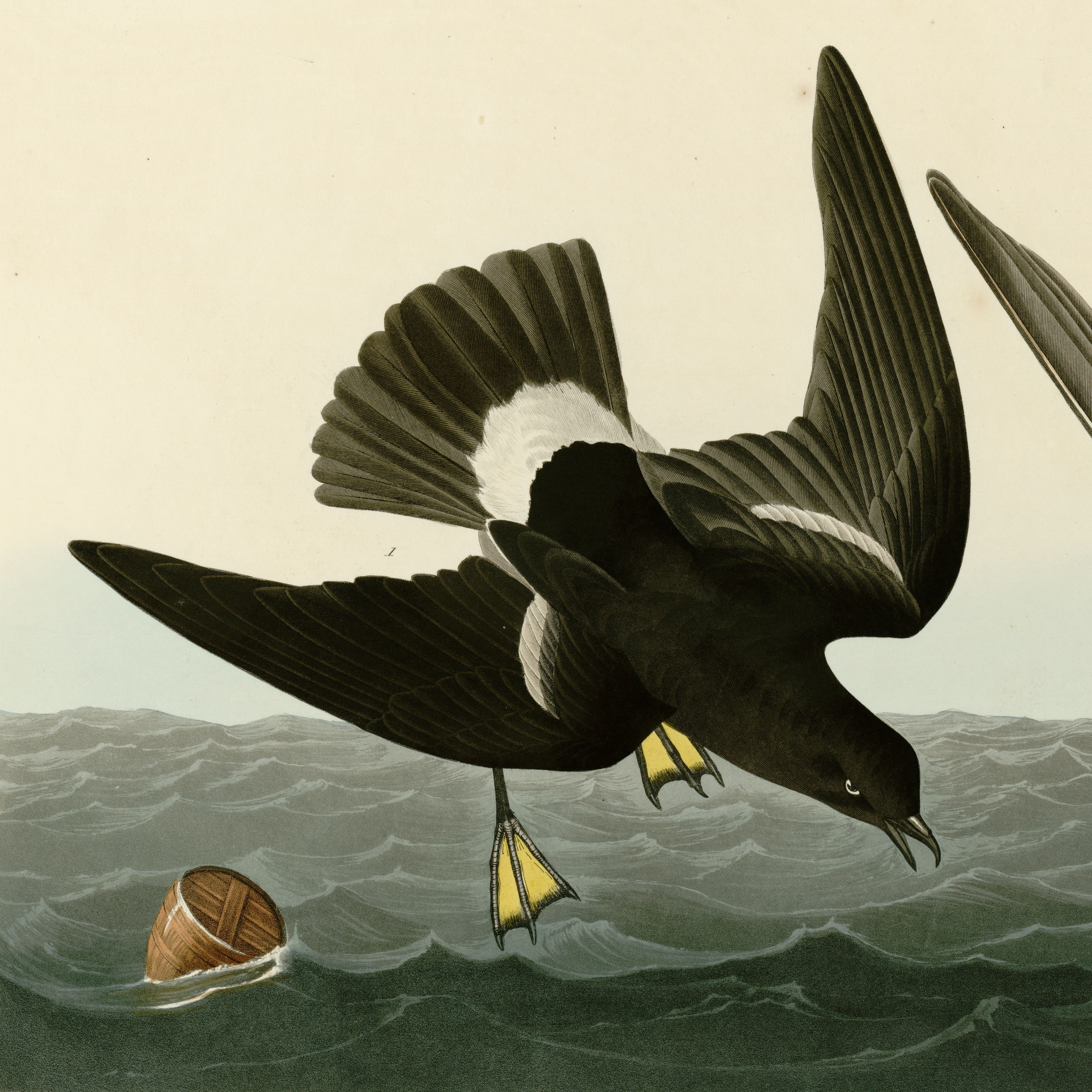
Un uccello delle tempeste in una tavola di John James Audubon.

Il nome «uccello delle tempeste» si riferisce all'abitudine di nascondersi al riparo delle navi durante le tempeste propria di questi volatili. Un altro nome con cui questi animali vengono chiamati, «petrello», è un diminutivo di «Pietro», in riferimento a San Pietro, in quanto a volte sembrano camminare sulla superficie dell'acqua. I marinai del passato li chiamavano Mother Carey's chickens, «polli di Mother Carey», perché pensavano che li avvisassero delle tempeste in arrivo. Mother Carey era una figura soprannaturale del folklore marinaresco anglosassone che personificava il mare in tempesta; il suo nome era una forma corrotta di Mater Cara, uno degli appellativi della Beata Vergine Maria.
«La procellaria si slancia con un grido,

simile ad un fulmine nero,

trafigge le nubi come una freccia,

con l’ala porta via la schiuma delle onde.

Ed ecco che volteggia come un demone,

il superbo demone nero della tempesta,

e ride e singhiozza… Ride delle nubi,

singhiozza di gioia!

[...]

E l’audace procellaria,

si libra orgogliosamente tra i lampi,

sul mare ruggente di collera,

e grida, profetessa di vittoria:

Infuri più violenta la tempesta!»

— La procellaria simbolo di periodi turbolenti nella poesia Il canto della procellaria di Maksim Gor'kij
Secondo il folklore bretone, gli uccelli delle tempeste erano gli spiriti dei capitani di mare che maltrattavano il loro equipaggio, condannati per l'eternità a volare sul mare, oppure le anime dei marinai annegati, mentre una superstizione marinaresca sosteneva che l'apparizione di uno di questi uccelli preannunciasse il maltempo. In Gran Bretagna e in Francia l'uccello delle tempeste era noto con nomi sinistri quali waterwitch, satanite, satanique e oiseau du diable.

### Simbolo di rivoluzione
L'associazione tra l'uccello delle tempeste e una condizione turbolenta del meteo ha fatto sì che questo uccello divenisse un simbolo di idee rivoluzionarie; l'epiteto «uccello delle tempeste» o «procellaria» è stato attribuito nel tempo da vari autori a personaggi disparati quali un tribuno romano, un ministro presbiteriano della Carolina, un governatore afghano o un politico dell'Arkansas. Lo scrittore e rivoluzionario russo Maksim Gor'kij era noto come «la procellaria della rivoluzione» (Буревестник Революции), probabilmente per aver scritto nel 1901 la famosa poesia Il canto della procellaria.
Nel Canto della procellaria, Gor'kij sfrutta alcuni rappresentanti dell'avifauna subantartica per descrivere i vari atteggiamenti della società russa nei confronti della rivoluzione imminante. La procellaria rappresentava appunto quelle persone che non avevano paura della tempesta imminente – la rivoluzione. Questa poesia venne chiamata «l'inno di battaglia della rivoluzione» e valse allo stesso Gor'kij il titolo di «procellaria della rivoluzione». Anche se la traduzione italiana del nome dell'uccello – burevestnik (буревестник) – potrebbe non essere troppo accurata dal punto di vista ornitologico, è poeticamente appropriata, in quanto burevestnik significa letteralmente «annunciatore della tempesta». Per onorare Gor'kij e la sua opera, nell'URSS il nome Burevestnik venne conferito a varie istituzioni, località e prodotti.
L'uccello delle tempeste è da molto tempo associato all'anarchismo rivoluzionario. Vari gruppi adottarono il suo nome, sia come loro appellativo, durante la guerra civile spagnola, che per le loro pubblicazioni. Si chiamava «uccello delle tempeste» un giornale anarchico tedesco della fine del XIX secolo, così come un gruppo anarco-comunista di esiliati russi che operava in Svizzera all'inizio del XX secolo, la rivista della Federazione Comunista Anarchica in Russia all'epoca della rivoluzione del 1905 e ancora oggi si chiama così una pubblicazione della Federazione Anarchica di Gran Bretagna e Irlanda. Scrivendo nel 1936, Emma Goldman si riferiva a Buenaventura Durruti come ad un «uccello delle tempeste del movimento anarchico e rivoluzionario».